# Mario Guiducci

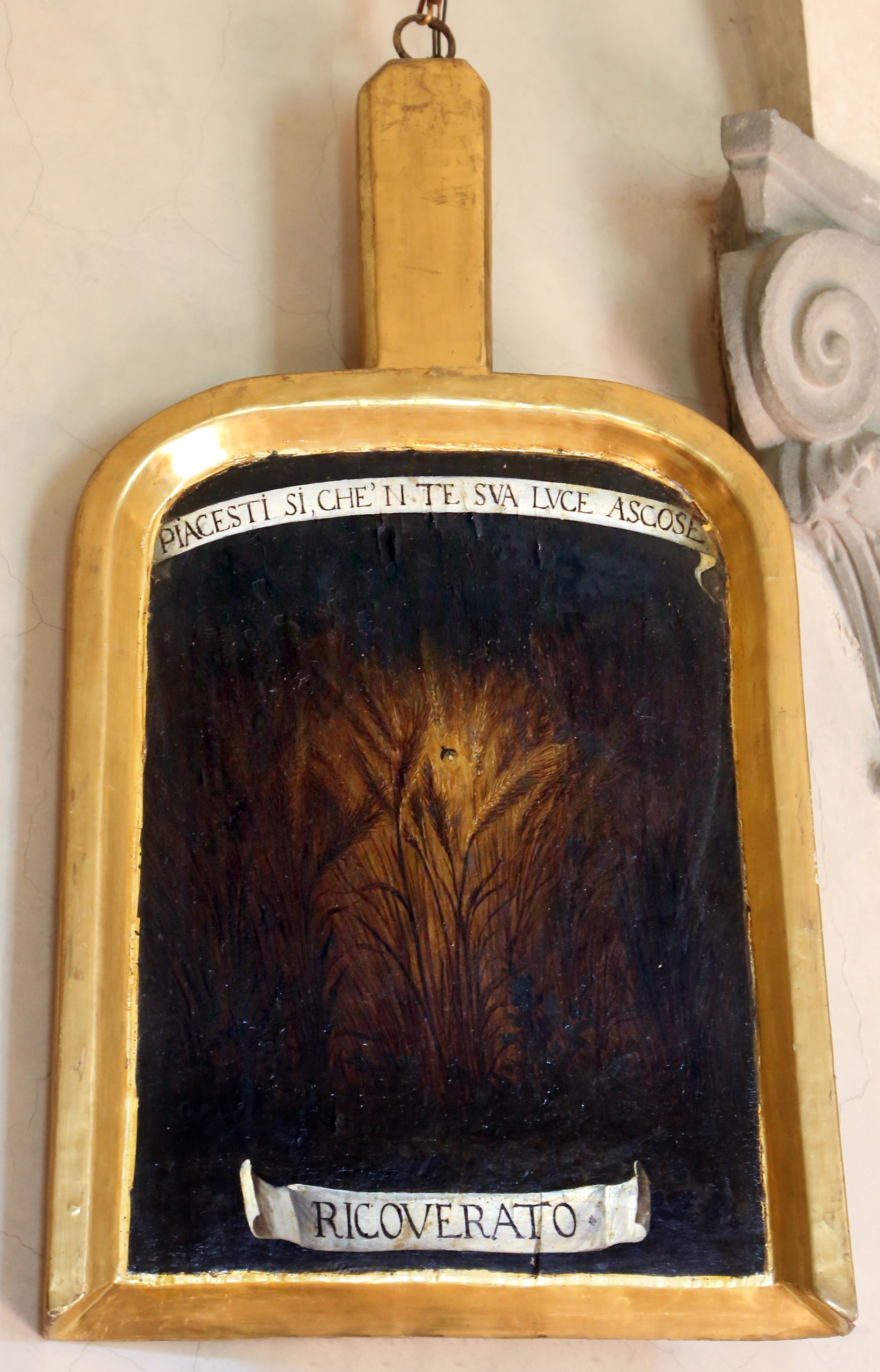
Pala di Mario Guiducci (Ricoverato) all'Accademia della Crusca

Mario Guiducci (Firenze, 18 marzo 1583 – Firenze, 5 novembre 1646) è stato un astronomo italiano discepolo, amico e confidente di Galileo Galilei.

## Biografia[1]
Figlio di Alessandro del senatore Simone e di Camilla di Iacopo Capponi appartenne ad una ricca ed influente famiglia fiorentina imparentata con l'altrettanto importante famiglia dei Capponi da parte della madre.
Inviato a Roma seguì i corsi preuniversitari presso il Collegio dei Gesuiti. Già nel maggio 1607 lo si trova membro dell'Accademia della Crusca con il nome di "Ricoverato". Si laureò in "utroque iure" presso lo Studio pisano il 27 maggio 1610. Stabilitosi a Firenze fu allievo di Benedetto Castelli o probabilmente discepolo diretto di Galilei che aveva in comune con lui l'amicizia con Michelangelo Buonarroti il Giovane. 

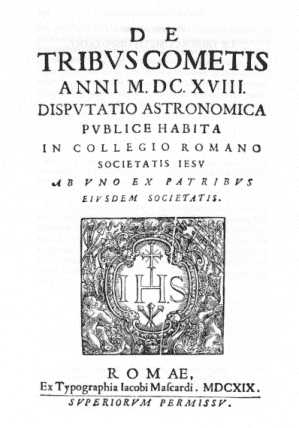
Orazio Grassi: De tribus cometis

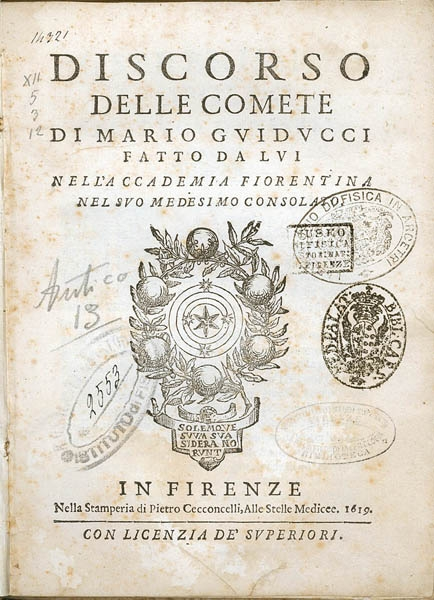
Mario Guiducci: Discorso delle comete

Come membro dell'Accademia fiorentina Guiducci ebbe modo di entrare nella polemica suscitata dalla pubblicazione di un libro anonimo De tribus cometis anni M.DC.XVIII scritto in occasione della comparsa nel novembre del 1618 di tre comete. Il padre Orazio Grassi del Collegio romano affermava che la cometa era un corpo reale di natura stellare ed ipotizzava che le comete fossero corpi situati oltre al «cielo della Luna» avvalorando il modello geo-eliocentrico, diverso da quello aristotelico ma anch'esso non copernicano, dell'astronomo danese Tycho Brahe, secondo il quale la Terra è posta al centro dell'universo, con gli altri pianeti in orbita invece intorno al Sole.
Galilei per difendere la validità del modello copernicano rispose indirettamente collaborando allo scritto Discorso delle comete di Guiducci dove si sosteneva erroneamente che le comete non fossero oggetti celesti, ma effetti ottici prodotti dalla luce solare su vapori sprigionantisi dalla Terra.
Grassi replicò al Discorso delle comete con la Libra astronomica ac philosophica del 1619 smascherando il vero autore del Discorso in Galilei e attaccando direttamente il copernicanesimo e lo scienziato pisano che rispose in prima persona con la pubblicazione nel 1623 de Il Saggiatore. Da parte sua Guiducci con una lettera al gesuita Tarquino Galluzzi negava di essere un prestanome di Galilei ma piuttosto affermava di essere un divulgatore del suo pensiero scientifico.
Nel maggio 1621, Galilei volle ricompensare il sostegno del Guiducci nel difendere la tesi del maestro proponendolo e facendolo nominare membro dell'Accademia dei Lincei.
Le novità scientifiche ispirarono anche la produzione letteraria di Guiducci che nella seconda delle due lezioni sulle Rime di Michelangelo Buonarroti da lui tenute nel 1623 nell'Accademia Fiorentina prendeva a pretesto la metafora poetica della "calamita dell'amore" per un'accurata esposizione del De magnete di William Gilbert e nel contempo presentava le leggi galileiane sul moto dei proietti come "verità eterne" che l'antica sapienza omerica aveva già trattate simbolicamente.
Con la nomina papale nel 1623 di Maffeo Barberini con il nome di Urbano VIII, anche lui buon amico di Buonarroti il Giovane, Guiducci prese dimora a Roma presso la corte papale riferendo a Galilei delle opinioni che vi si agitavano a proposito della "nuova scienza". Informava il maestro che egli si era riconciliato con il padre Grassi che ora si diceva disponibile a condividere il modello copernicano ma lo informava anche che, per contro, al Collegio romano il padre Ambrogio Spinola il 5 novembre 1624 si era scagliato contro gli oppositori della scienza aristotelica.
Nel 1625 Guiducci lasciò Roma e tornò a Firenze dedicandosi alle attività culturali dell'Accademia Fiorentina e alla gestione del suo patrimonio terriero: nel novembre del 1630 con altri proprietari si rivolgeva al granduca per la messa in sicurezza del fiume Bisenzio che periodicamente con le sue piene sconvolgeva il territorio. Il perito granducale presentò un progetto che prevedeva che,  a spese degli stessi proprietari espropriati, si scavasse un nuovo letto del fiume. Guiducci e gli altri interessati si opposero chiamando per una perizia prima Benedetto Castelli e poi nel dicembre 1630 come consulente lo stesso Galilei che Guiducci aveva preso a frequentare nella sua casa fiorentina
Nel 1632, quando Galilei dovette recarsi a Roma per il suo processo lasciò la cura dei suoi interessi a Guiducci che s'incaricò di fornire al maestro le notizie fiorentine che lo riguardavano e che tentò, inutilmente sperando nella completa assoluzione di Galilei, di far intervenire a suo favore il cardinale Luigi Capponi.

## Opere
- Discorso delle comete, Firenze, Pietro Cecconcelli, 1619.
- Lettera al m.r.p. Tarquinio Galluzzi della Compagnia di Giesù, Firenze, Zanobi Pignoni, 1620.
- Orazio Grassi, Libra astronomica ac philosophica, Perugia, Marco Naccarini, 1619.